# Lee Eyerly
Lee Ulrich Eyerly (Cuba, Illinois, 22 februari 1892 - 23 maart 1963) was een Amerikaans pionier op het gebied van luchtvaart en bijbehorende machines en een attractie-fabrikant.

## Luchtvaart
Eyerly begon al jong met het bouwen van vliegtuigen. In 1929 begon hij zijn eigen pilotenopleiding. Vanwege de Grote Depressie moest Eyerly een goedkope manier vinden om piloten op te leiden. Hij ontwierp en vervaardigde testmachines. Hierin konden beginnende piloten verschillende krachten ervaren. Hij maakte deze machines om ze in te zetten bij zijn pilotenopleiding, zodat de studenten in deze machine konden oefenen voordat ze het luchtruim kozen. Eyerly richtte een bedrijf op voor deze testmachines, genaamd "Eyerly Aircraft Co".

## Attracties
Een van de machines die Eyerly op zijn opleiding gebruikte, liet hij in de jaren twintig zien op een publiek evenement. De pilotentraining bleek meteen een succes bij het publiek. Eyerly maakte er attracties van. Op deze manier ontwierp en patenteerde hij onder andere de:
- Loop-o-plane
- Rock-o-plane
- Roll-o-plane
- Fly-o-plane

De Loop-o-plane was de eerste echte attractie van Eyerly. Toen de attractie, in 1934 ontworpen, direct een groot succes bleek, liet hij het in 1935 patenteren. Zijn bedrijf, "Eyerly Aircraft Co" richtte zich vanaf toen vrijwel volledig op de amusementsmarkt. De naam bleef behouden, deze herinnert nog aan de start van het bedrijf.
In de opvolgende jaren kwamen de attracties van Eyerly steeds vaker voor op kermissen in Amerika. In 1937 vonden de attracties de weg naar Europa, voornamelijk het Verenigd Koninkrijk. Veel van de attracties van Eyerly bleven hun oorsprong behouden in manoeuvres uit de luchtvaart.

## Attracties heden ten dage
De attracties van Eyerly zijn anno 2008 nog te vinden in verschillende kermissen en pretparken. Ze zijn minder populair dan vroeger. Dit komt onder andere doordat opvolgers van de attracties (zoals het Looping Schip en de Booster) de originelen in populariteit voorbijstreefden.